# Sergej Barbarez

Sergej Barbarez, né le 17 septembre 1971 à Mostar (Bosnie-Herzégovine), est un footballeur bosnien.

## Biographie
Sa polyvalence lui permettait de jouer en tant qu'attaquant de pointe, de soutien ou comme milieu offensif. Il était décrit comme un joueur puissant et combatif, doté d'une frappe lourde.
International bosnien, il met fin à sa carrière internationale le 12 octobre 2006, après 48 matchs et 17 buts sous les couleurs de la sélection.
Il prend sa retraite sportive à l'issue de la saison 2007-2008, en étant le joueur étranger ayant disputé le plus de matchs en Bundesliga (330 matchs, pour 95 buts). Son record est cependant battu en avril 2011 par le Brésilien Zé Roberto.

## Palmarès
- Meilleur buteur du Championnat d'Allemagne en 2001 (Hambourg SV) avec 22 buts.
- Vainqueur de la Coupe de la ligue d'Allemagne en 2003 (Hambourg SV).
- Vainqueur de la Coupe Intertoto en 2005 (Hambourg SV).
- Vainqueur de la Coupe d'Allemagne en 1992 (Hanovre 96).
- Meilleur joueur bosniaque de l'année 2001 et 2003.